# Carl Gottlob von Ende
Carl Gottlob von Ende (* 7. Januar 1700; † 2. November 1771 in Merseburg) war ein königlich-polnischer und kurfürstlich-sächsischer Geheimer Rat, Oberhofrichter, Direktor des Konsistoriums Leipzig sowie Rittergutsbesitzer.

## Leben
Er stammte aus dem meißnischen Adelsgeschlecht von Ende und war der Sohn von Friedrich Carl und Johanna Louise von Ende geb. von Koppy. Nach seiner Ausbildung schlug er die Verwaltungslaufbahn im Dienst des Kurfürsten Friedrich August II. von Sachsen, der gleichzeitig als August III. auch König von Polen war, ein. Carl Gottlob von Ende übernahm im Jahre 1746 die Direktion des Konsistoriums Leipzig und wurde am Dresdner Hof zum Geheimen Rat ernannt. Später erfolgte seine Ernennung zum Oberhofrichter in der Messestadt Leipzig wie auch zum Regierungsrat in Merseburg, der Hauptstadt des Hochstifts Sachsen-Merseburg.
Nachdem Carl Gottlob von Ende 1751 bereits das Rittergut Niederbeuna im zum Kurfürstentum Sachsen gehörigen Hochstift Sachsen-Merseburg erworben hatte, kaufte er 1754 das durch Verschuldung der Voreigentümer zum Verkauf stehende Mannlehnrittergut Körbisdorf, dessen Umwandlung in ein Erblehen er noch im selben Jahr am Lehnhof in Dresden erreichte. Bis 1780 blieb das Rittergut Körbisdorf im Familienbesitz.

## Familie
Carl Gottlob von Ende heiratete am 16. Oktober 1736 Christiana Friederica Zech (* 1713; † 1784), seit 1716 Edler Herrin, seit 1729 Freiin von Zech. Von ihrem verstorbenen Vater Bernhard (seit 1745) Graf von Zech erbt sie als älteste Tochter für ihre Ende-Kinder 1748 das Rittergut Salsitz, ihr jüngerer Brüder August Ferdinand von Zech erhält hingegen Schmorkau und Klingenberg.  1755 ersteigerte Christiana Friederica von Ende für 15.050 Meißnische Gulden das Rittergut Naundorf im Amt Merseburg von Adam Ludwig von Wuthenau und dessen jüngeren Brüdern.
Aus dieser Ehe gingen u. a. folgende Kinder hervor:
- Heinriette Elisabet (* 20. Oktober 1737) ⚭ 30. Mai 1763 Johann Ferdinand Angust von Ziegenhirth, Herr auf Liebschwiß, Leitzsch und Lichtenberg
- Christiane Louise (* 25. Februar 1740; † 8. September 1814) ⚭ 26. Januar 1769 Carl Gottlieb von Bülow (* 6. Juli 1741; † 3. März 1821), Churbraunschweigischer Generalmajor[2][3]
- Adolph Heinrich (1742–1747)
- Friedrich Gottlob (1744–1754)
- Amalia Willhelmina (1758–1759)
- Caroline Friederike  (* 13. Januar 1739) ⚭ 1773 Heinrich Ferdinand von Zedtwitz, kursächsischer Stiftskanzler zu Naumburg
- Carl Bernhard (* 18. Juli 1741; † 3. Oktober 1807), auf Salsitz, kursächsischer stift-merseburgischer Kammerrat, Oberhofgerichtsassessor in Leipzig, Erbherr auf Roitzsch und königlich-sächsischer Oberhofrichter wie auch stift-merseburgischer Kammerrat ⚭ Friederike Wilhelmine von Plötz (1742–1818), Eltern von Carl Heinrich Konstantin von Ende.
- August Wilhelm (* 13. Juli 1747; † 14. Juni 1806), landgräflich-hessen-kasselscher Fähnrich, 1780 als Leutnant in Amerika, 1784 kauft er als Alleinbesitzer das Rittergut Niederbeuna von seinen Geschwistern. Er starb als ehemaliger kurhessischer Hauptmann kinderlos und sein Gut fiel erneut an seine Geschwister.